# Kathleen Monahan
Kathleen Monahan detta Katie (Aspen, 9 novembre 1972) è un'ex sciatrice alpina statunitense.

## Biografia
Kathleen Monahan ottenne il primo risultato di rilievo in Coppa del Mondo l'8 marzo 1992, sulle nevi di casa di Vail, giungendo 22ª in supergigante. Nella stagione 1994-1995 vinse la Nor-Am Cup e nel 1997 esordì ai Campionati mondiali: nella rassegna iridata di Sestriere fu 22ª nello slalom gigante.
All'esordio olimpico, Nagano 1998, fu 27ª nella discesa libera e 29ª nel supergigante e il 28 marzo dello stesso anno conquistò a Sun Peaks in supergigante l'ultima vittoria in Nor-Am Cup, mentre ai Mondiali di Vail/Beaver Creek 1999, sua ultima presenza iridata, si classificò 19ª nella discesa libera, 23ª nel supergigante e 11ª nella combinata. Nella stessa stagione colse il suo unico podio in Coppa del Mondo: 3ª nel supergigante di Sankt Moritz del 6 marzo, alle spalle delle austriache Michaela Dorfmeister e Renate Götschl.
Ai XIX Giochi olimpici invernali di Salt Lake City 2002, sua ultima presenza olimpica, fu 17ª nel supergigante; nello stesso anno ottenne l'ultimo podio in Nor-Am Cup, il 1º dicembre 2002 ad Aspen in supergigante (2ª), e prese il via per l'ultima volta a una gara di Coppa del Mondo, la discesa libera di Lenzerheide del 21 dicembre, piazzandosi 42ª. Rimase inattiva fino al 2004, quando prese parte ad alcune gare FIS: l'ultima della sua carriera il 4 aprile, un supergigante disputato a Breckenridge che chiuse al 2º posto.

## Palmarès

### Coppa del Mondo
- Miglior piazzamento in classifica generale: 43ª nel 1999
- 1 podio (in supergigante):
  - 1 terzo posto

### Nor-Am Cup
- Vincitrice della Nor-Am Cup nel 1995[1]
- Vincitrice della classifica di slalom gigante nel 1995[senza fonte]
- 9 podi (dati dalla stagione 1994-1995):
  - 3 vittorie
  - 5 secondi posti
  - 1 terzo posto

#### Nor-Am Cup - vittorie
| Data           | Località  | Paese       | Specialità |
| -------------- | --------- | ----------- | ---------- |
| 3 gennaio 1995 | Sugarloaf | Stati Uniti | GS         |
| 4 gennaio 1995 | Sugarloaf | Stati Uniti | GS         |
| 28 marzo 1998  | Sun Peaks | Canada      | SG         |

Legenda:

SG = supergigante

GS = slalom gigante

### Campionati statunitensi
- 3 medaglie (dati dalla stagione 1994-1995)[2]:
  - 2 ori (supergigante, combinata[1][3] nel 1999)
  - 1 bronzo (discesa libera nel 1997)